# Abdullah bin Khalifa di Zanzibar
Abdullah bin Khalifa Al-Busaid (in arabo عبد الله بن خليفة‎?; Unguja, 12 febbraio 1910 – Unguja, 1º luglio 1963) è stato il decimo sultano di Zanzibar.
Governò dal 9 ottobre 1960 al 1º luglio 1963. Alla sua morte gli succedette il figlio Jamshid bin Abdullah di Zanzibar.

## Ascendenza
|                                     |                                  |                                          | Genitori                          |  |  | Nonni |  |  | Bisnonni                 |  |  | Trisnonni               |  |
|                                     |                                  |                                          |                                   |  |  |       |  |  | Sayyid Thuwaini bin Said |  |  | Sayyid Sa'id bin Sultan |  |
|                                     |                                  |                                          |                                   |  |  |       |  |  | Sayyid Thuwaini bin Said |  |  | Sayyid Sa'id bin Sultan |  |
|                                     |                                  | Khurshid, donna indiana                  |                                   |  |  |       |  |  | Sayyid Thuwaini bin Said |  |  |                         |  |
| Sayyid Harub bin Thuwaini Al Said   |                                  |                                          |                                   |  |  |       |  |  | Sayyid Thuwaini bin Said |  |  |                         |  |
|                                     |                                  | Sayyida Ghaliya bint Salim Al Busaidi    | Sayyid Salim bin Sultan Al Said   |  |  |       |  |  |                          |  |  |                         |  |
|                                     |                                  | Sayyida Ghaliya bint Salim Al Busaidi    | Sayyid Salim bin Sultan Al Said   |  |  |       |  |  |                          |  |  |                         |  |
|                                     |                                  | Sayyida Ghaliya bint Salim Al Busaidi    |                                   |  |  |       |  |  |                          |  |  |                         |  |
| Sayyid Khalifa bin Harub Al Said    |                                  | Sayyida Ghaliya bint Salim Al Busaidi    |                                   |  |  |       |  |  |                          |  |  |                         |  |
|                                     |                                  | Sayyid Turki Al Said                     | Sayyid Sa'id bin Sultan           |  |  |       |  |  |                          |  |  |                         |  |
|                                     |                                  | Sayyid Turki Al Said                     | Sayyid Sa'id bin Sultan           |  |  |       |  |  |                          |  |  |                         |  |
|                                     |                                  | Sayyid Turki Al Said                     | Una donna etiope                  |  |  |       |  |  |                          |  |  |                         |  |
| Sayyida Turkiya bint Turki Al Said  |                                  | Sayyid Turki Al Said                     |                                   |  |  |       |  |  |                          |  |  |                         |  |
|                                     |                                  | Una figlia di Hamad bin Salim Al Busaidi | Sayyid Hamad bin Salim Al Said    |  |  |       |  |  |                          |  |  |                         |  |
|                                     |                                  | Una figlia di Hamad bin Salim Al Busaidi | Sayyid Hamad bin Salim Al Said    |  |  |       |  |  |                          |  |  |                         |  |
|                                     |                                  | Una figlia di Hamad bin Salim Al Busaidi | …                                 |  |  |       |  |  |                          |  |  |                         |  |
| Sayyid Abdullah bin Khalifa Al Said |                                  | Una figlia di Hamad bin Salim Al Busaidi |                                   |  |  |       |  |  |                          |  |  |                         |  |
|                                     | Sayyid Muhammad bin Said Al Said | Sayyid Sa'id bin Sultan                  |                                   |  |  |       |  |  |                          |  |  |                         |  |
|                                     | Sayyid Muhammad bin Said Al Said | Sayyid Sa'id bin Sultan                  |                                   |  |  |       |  |  |                          |  |  |                         |  |
|                                     | Sayyid Muhammad bin Said Al Said |                                          |                                   |  |  |       |  |  |                          |  |  |                         |  |
| Sayyid Hamoud bin Mohammed Al Said  | Sayyid Muhammad bin Said Al Said |                                          |                                   |  |  |       |  |  |                          |  |  |                         |  |
|                                     |                                  | Sayyida Ziana bint Muhammad Al Said      | Sayyid Muhammad bin Salim Al Said |  |  |       |  |  |                          |  |  |                         |  |
|                                     |                                  | Sayyida Ziana bint Muhammad Al Said      | Sayyid Muhammad bin Salim Al Said |  |  |       |  |  |                          |  |  |                         |  |
|                                     |                                  | Sayyida Ziana bint Muhammad Al Said      |                                   |  |  |       |  |  |                          |  |  |                         |  |
| Sayyida Matuka bint Hamud Al Said   |                                  | Sayyida Ziana bint Muhammad Al Said      |                                   |  |  |       |  |  |                          |  |  |                         |  |
|                                     |                                  | Sayyid Majid bin Sa'id Al Said           | Sayyid Sa'id bin Sultan           |  |  |       |  |  |                          |  |  |                         |  |
|                                     |                                  | Sayyid Majid bin Sa'id Al Said           | Sayyid Sa'id bin Sultan           |  |  |       |  |  |                          |  |  |                         |  |
|                                     |                                  | Sayyid Majid bin Sa'id Al Said           |                                   |  |  |       |  |  |                          |  |  |                         |  |
| Sayyida Khanfora bint Majid Al Said |                                  | Sayyid Majid bin Sa'id Al Said           |                                   |  |  |       |  |  |                          |  |  |                         |  |
|                                     |                                  | Sayyida Aisha Al Said                    | Sayyid NN Al Said                 |  |  |       |  |  |                          |  |  |                         |  |
|                                     |                                  | Sayyida Aisha Al Said                    | Sayyid NN Al Said                 |  |  |       |  |  |                          |  |  |                         |  |
|                                     |                                  | Sayyida Aisha Al Said                    |                                   |  |  |       |  |  |                          |  |  |                         |  |
|                                     |                                  | Sayyida Aisha Al Said                    |                                   |  |  |       |  |  |                          |  |  |                         |  |